# تیراندازی با کمان در المپیک تابستانی ۱۹۰۴
تیراندازی با کمان در بازی‌های المپیک تابستانی ۱۹۰۴ نام رویداد ورزش تیراندازی با کمان در بازی‌های المپیک تابستانی بود که در سال ۱۹۰۴ برگزار شد. این مسابقات در شش رویداد ورزشی انجام شد که در این رویدادها مردان و زنان به رقابت با یک دیگر در تیراندازی با کمان پرداختند. فقط ورزشکاران آمریکایی در این مسابقات به رقابت با یک دیگر پرداختند. ۲۳ ورزشکار مرد و ۶ ورزشکار زن تمام رشته‌های مسابقه‌ای را تشکیل می‌دهند.

## جدول مدال‌ها
| رتبه | کشور                | طلا | نقره | برنز | مجموع |
| ۱    | ایالات متحده آمریکا | ۶   | ۶    | ۵    | ۱۷    |

## کشورهای شرکت کننده
ایالات متحده آمریکا (۲۹)